# Franklin Pierce
Franklin Pierce (født 23. november 1804, død 8. oktober 1869) var USA's 14. præsident (1853 – 1857).
Franklin Pierce var en amerikansk politiker. Han er den eneste af USA's præsidenter, der er født i New Hampshire og var den første amerikanske præsident født i det nittende århundrede.
Pierce var Demokrat og det, der kaldtes en "doughface". Dvs. fra Nordstaterne, men med sydstatssympatier. Han tjente såvel i Repræsentanternes Hus som i Senatet. Siden deltog han i den Mexicansk-amerikanske krig, hvor han opnåede rang af brigadegeneral. Han drev en selvstændig advokatpraksis i New Hampshire med stor succes, men sagde nej til de tilbud om embeder, som han modtog. Ved Demokraternes partikonvent i 1852 sagde han dog ja til at blive en kompromiskandidat ("dark horse") til præsidentvalget, da partikonventet stadig var fastlåst efter 49 afstemninger.
Præsidentvalget blev af Pierce og vicepræsidentkandidat King vundet med en jordskredssejr over Winfield Scott og William Graham. Pierce vandt med 50% af stemmerne mod Scott's 44%, valgmandsstemmerne fordelte sig 254 til 42.
Franklin Pierce's gode udseende og imødekommende personlighed gav ham mange venner, men i privatlivet led han under flere tragedier. Dette var muligvis grunden til, at han som præsident traf en række uheldssvangre beslutninger, der blandt lærde dengang og nu har givet ham plads som en af USA's værste præsidenter.
Pierce blev ikke nomineret som præsidentkandidat for sit parti ved næste præsidentvalg. Da han således havde tabt kampen om at repræsentere sit eget parti, slog han sig på flasken samtidig med, at hans ægteskab gik i stykker. Da han siden udtalte sin støtte til Konfederationen (de stater, der brød ud af unionen grundet den amerikanske borgerkrig), var hans ry fuldstændig ødelagt.
Philip B. Kunhardt og Peter W. Kunhardt skrev om Pierce i bogen The American President, at Pierce "var en god mand, der ikke forstod sine egne begrænsninger. Han var gennemgående religiøs, elskede sin kone og formede sig efter hendes vilje, for at opnå hendes gunst. Han var en af New Hampshire's mest populære mænd, venlig og eftertænksom, let at omgås og god til det politiske spil, charmerende og flot. Imidlertid er han blevet kritiseret for at være forskræmt og ude af stand til at håndtere et Amerika under forandring".